# Jean Servais
Jean Servais, teljes születési nevén Jean Aimé Antoine Servais (Antwerpen, 1910. szeptember 24. – Párizs, 1976. február 17.), belgiumi francia nyelvű karakterszínész, író, rendező, aki főleg Franciaországban működött. Sikeres színpadi karrier mellett mintegy 80 filmben és tévésorozatban is szerepelt. Első jelentős filmes sikerét 1955-ben, Jules Dassin rendező Rififi a férfiak közt bűnügyi filmdrámában aratta. Bűnügyi történetek, kalandfilmek, film noirok jellemzően negatív főszereplője volt. Ismert szerepeinek egyike Catalan professzor, a Riói kaland „főgonosza”.

## Élete

### Származása
1910-ben (más adatok szerint 1912-ben) született Henri Servais tüzértiszt és Marguerite Courduan gyermekeként. A brüsszeli Collège Saint-Michel-be járt. Jogi tanulmányai során került kapcsolatba a színjátszással.

### Pályája a háború előtt
Hamarosan átnyergelt a színészetre és beiratkozott a brüsszeli Conservatoire d’Art Dramatique főiskolára, ahol kiváló eredménnyel végzett. Drámai tehetségét felismerte Raymond Rouleau színész-rendező, aki felvette őt a brüsszeli Théâtre du Marais színház társulatába. Ferdinand Bruckner Az ifjúság betegségei című színművében debütált. 1930-ban Rouleau, Servais és Madeleine Ozeray ezzel a Bruckner-darabbal Párizsban vendégszerepeltek.
1932-ben Servais Párizsba költözött, ahol sorra kapta a színpadi főszerepeket különféle párizsi színházakban. Tagja lett Jean-Louis Barrault és Madeleine Renaud rangos társulatának és élete végéig hű maradt a színpad világához. Repertoárja a klasszikus művektől a kortárs darabokig terjedt, az 1950-es és 1960-as években években sikeresen szerepelt Jean Anouilh, Paul Claudel, Jean Giraudoux,  Ben Jonson, Csehov és Peter Weiss drámáiban.
Első jelentősebb filmszerepét Jack Forrester rendező Criminel című bűnügyi filmjében kapta (1933). Az 1930-as években Marius Pontmercy-t játszotta Raymond Bernard rendező háromrészes nagy filmdrámájában, A nyomorultakban (1934). Frédéric Chopin zeneszerzőt alakította Albert Valentin és Bolváry Géza életrajzi filmjében, a La Chanson de l’adieu (Búcsúdal)-ban (1934), és Maurice Cloche rendező La vie est magnifique (Az élet csodálatos) című romantikus filmjében (1938).

### A háború után

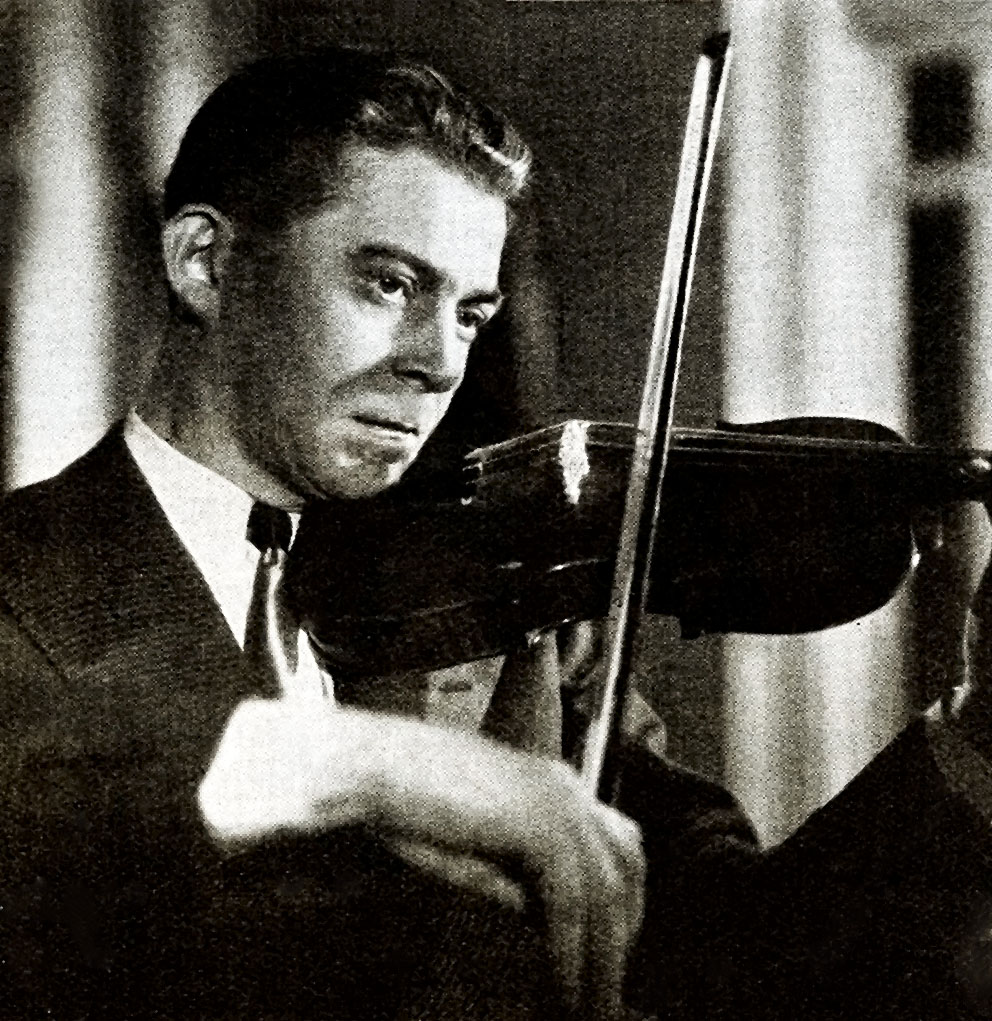
Enrico Miller hegedűs szerepében, az Amanti senza amore c. filmben (1948)

A második világháború után visszatért Jean-Louis Barrault és Madeleine Renaud párizsi színtársulatához. Klasszikus és kortárs drámákban szerepelt, így Anouilh: A próba, avagy a megbüntetett szerelem (1950), Ben Jonson: Volpone (1955) et Peter Weiss: Marat/Sade (1966) című műveiben.
Filmszínészként változatos műfajokban szerepelt, hangsúlyos mellékszerepekben. Marcel Cravenne rendező sötét pszichodrámájában, a Haláltáncban (1948) német katonát alakított Erich von Stroheim mellett. Max Ophüls rendező 1952-es romantikus komédiájában, az Az élet örömeiben ő volt a (francia nyelvű) narrátor, és egy kisebb szerepet is vitt, Jean Gabin és Danielle Darrieux társaságában. Figyelemre méltó főszerepe volt Tony, a lecsúszott szélhámos alakítása Jules Dassin rendező Rififi a férfiak között című bűnügyi filmjében (1955). Gérard Philipe-pel és María Félix-szel együtt főszerepelt Luis Buñuel El Paóban nő a láz című filmdrámájában (1959).
1963-ban Robert Darène rendező La cage (A ketrec) című romantikus drámájában Marina Vlady partnere volt, emellett ő írta meg a film dialógusait is. Az 1960-as években számos nagy közönségfilmben játszott kisebb-nagyobb mellékszerepeket, így A leghosszabb nap című háborús filmeposzban (1962) a Jaujard ellentengernagyot, a Szabad Francia erők főtisztjét. A Riói kalandban (1964) ő volt a Catalan professzor, pénzsóvár kincsvadász, Belmondo ellenlábasa. 1966-ban Jacques Dray Mások bőrével című thrillerében egy rossz oldalon álló kémet alakított.
1969-ben Madeleine Renaud-val együtt a londoni Royal Court Theatre színpadán vendégszerepelt Marguerite Duras: Az angol szerető című színművének francia nyelvű előadásán.
Az 1970-es években első felében is folyamatosan dolgozott, a sátáni Rhoneberg bárót testesítette meg Jean Brismée rendező La plus longue nuit du diable című olasz–belga horrorfilmjében (1971). Roger Hanin rendező 1974-es bűnügyi thrillerében, a Protecteurben Servais egy mindenre elszánt apát alakít, aki bűnözőkkel száll harcba, hogy kimentse leányát a prostitúció rabságából.

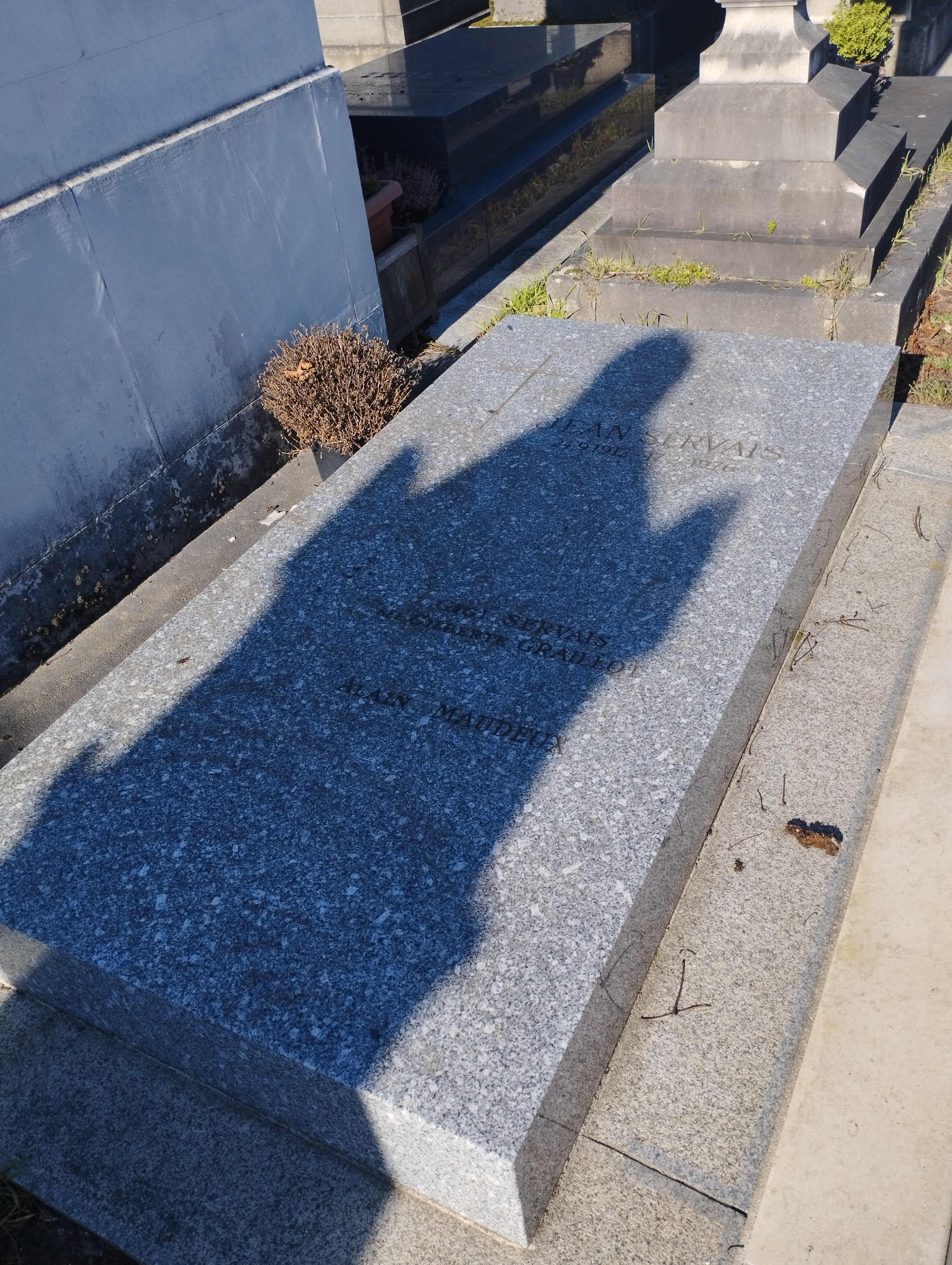
Sírja a Passyi temetőben

### Halála
Jean Servais szívinfarktusban hunyt el 1976. február 17-én, 63 éves korában, párizsi lakóhelyén, a 13. kerületi Richemont utca 6. szám alatt. A Párizs 16. kerületében, a Passyi temetőben nyugszik.

### Magánélete
Maria Casarès francia–spanyol színésznővel élt együtt, de ő 1944-ben elhagyta Servais-t, és a Francine Faure-ral házasságban élő Albert Camus író szeretője lett.
1952. február 20-án Dominique Blanchar színésznőt vette feleségül, de már 1953. február 3-án elváltak. Később (közelebbről nem ismert időpontban) ismét megnősült, Gilberte Graillot (1909-1988) színésznőt vette el, aki Servais haláláig, 1976-ig vele maradt.

## Főbb filmszerepei
- 1977: Un tueur, un flic, ainsi soit-il…; Forzi
- 1974: Le protecteur; Ancelin
- 1973: L’affaire Crazy Capo; Joseph Marchesi, a „Crazy Capo”
- 1972: Le seuil du vide; De Gournais igazgató
- 1971: La plus longue nuit du diable; Von Rhoneberg báró
- 1970: Szamárbőr (Peau d’âne); mesélő hangja
- 1968: Meglio vedova; Misceni báró
- 1968: Seduto alla sua destra; katonai parancsnok
- 1968: Az O Ügynökség aktái (Les dossiers de l’agence O); tévésorozat, Dr. Maupin
- 1968: Az ördög kertje (Coplan sauve sa peau); Saroghu
- 1967: Qualcuno ha tradito; Jean
- 1966: Mások bőrével (Avec la peau des autres); Weigelt
- 1966: Elveszett dicsőség (Lost Command); Melies tábornok
- 1956: Kék expressz (Le train bleu s’arrête 13 fois); tévésorozat; férfi
- 1965: Thomas l’imposteur; Pasquel-Duport
- 1965: Sursis pour un espion; Dr. Roussel
- 1964: Riói kaland (L’homme de Rio); Norbert Catalan professzor
- 1963: Un soir… par hasard; Piort
- 1963: Rififí en la ciudad; Maurice Leprince
- 1963: Robbanó leves (La soupe aux poulets); Beronnet rendőrfelügyelő
- 1963: La cage; Rispal (+forgatókönyvíró is)
- 1962: A leghosszabb nap (The Longest Day); Jaujard ellentengernagy
- 1961: A korzikai testvérek (I fratelli Corsi); Gerolamo Sagona
- 1961: Le jeu de la vérité; Jean-François Vérate
- 1961: Les Menteurs; Paul Dutraz
- 1961: An einem Freitag um halb zwölf; Gypo
- 1961: Le Sahara brûle; Wagner
- 1960: Meurtre en 45 tours; Maurice Faugères
- 1959: El Paóban nő a láz (La fièvre monte à El Pao); Alejandro Gual
- 1958: Les jeux dangereux; Fournier magándetektív
- 1958: Cette nuit là…;  André Reverdy
- 1958: Tamango; Dr. Corot
- 1957: Amikor az asszony összezavarodik (Quand la femme s’en mêle); Henri Godot
- 1957: La roue; Pierre Pelletier
- 1957: Akinek meg kell halnia (Celui qui doit mourir); Fotis pópa
- 1956: La châtelaine du Liban; Charles Hobson őrnagy
- 1955: Le couteau sous la gorge; Marc Hourtin
- 1955: A hősök elfáradtak (Les héros sont fatigués); François Séverin
- 1955: Rififi a férfiak közt (Du rififi chez les hommes); Tony, St.-Étienne-ből
- 1953: Rue de l’Estrapade; Jacques Christian
- 1953: Mina de Vanghel; Ruppert
- 1952: Az élet örömei (Le plaisir); Jean barátja / Maupassant hangja (rend. Max Ophüls)
- 1950: Üvegkastély (Le château de verre); Laurent Bertal (francia változat)
- 1950: Le furet; Stadler
- 1949: Mademoiselle de la Ferté; Lord Osborne
- 1949: Szép kis fürdőhely ˙(Une si jolie petite plage); Fred (rend Yves Allégret)
- 1948: Haláltánc (La danse de mort); Kurt
- 1948: Amanti senza amore; Enrico Miller hegedűs
- 1944: La vie de plaisir; Roland de la Chaume vikomt, léhűtő
- 1943: Mahlia la métisse; Henri de Roussière
- 1943: Finance noire; François Carré
- 1943: Tornavara; Monsieur Anders
- 1941: Ceux du ciel; Monval
- 1939: Quartier sans soleil; Jo
- 1939: L’étrange nuit de Noël; Dr. Maire
- 1940: La vie est magnifique; Paul
- 1939: Tisztítótűz (Terra di fuoco); Franco / Maxime
- 1937: Gigolette; Dr. Jacques Bernais
- 1937: Les réprouvés; perjel
- 1936: Une fille à papa; Henri Guiraud
- 1936: Valse éternelle; Pierre Kramer
- 1936: Rose; Jean Sergent
- 1935: Bourrasque; Marcel Bardet
- 1934: La chanson de l’adieu; Frédéric Chopin
- 1934: Angèle; Albin
- 1934: Ámok (Amok); Jan
- 1934: Jeunesse; Pierre
- 1934: A nyomorultak (Les misérables); Marius Pontmercy
- 1933: Criminel; Bob Graham
- 1933: Mater dolorosa; névtelen szereplő
- 1933: Az áruló hang (La voix sans visage); Gérard